# Académie des sciences du Tadjikistan

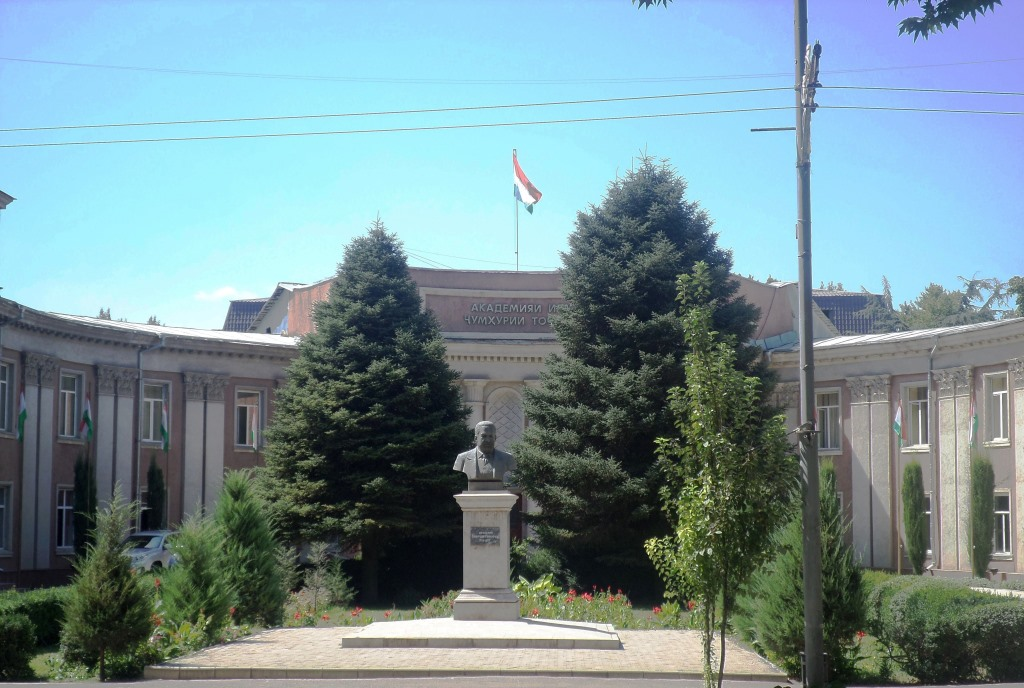
Académie des sciences du Tadjikistan.

L'Académie des sciences du Tadjikistan (en russe : Академия наук Республики Таджикистан) est une académie savante située à Douchanbé, capitale du Tadjikistan.

## Historique
Elle a été fondée en 1951, d'abord comme filiale de l'Académie des sciences d'URSS pour la république socialiste soviétique du Tadjikistan. Parmi ses premiers membres, l'on peut distinguer Aïni Sadriddine (premier président), le poète Mirzo Toursoun-Zadé, Ivan Antipov-Karataïev, l'historien Bobodjan Gafourov, l'historien Alexandre Semionov (l'un des fondateurs de l'université de Tachkent), etc.
L'Académie est divisée en trois départements et possède vingt instituts de recherche.
- Département de physique et mathématiques, de chimie et de géologie
- Département de biologie et de médecine
- Département de sciences sociales

## Présidents de l'académie
- Aïni Sadriddine (1951-1954)
- Soultan Oumarov (1957-1964)
- Moukhamed Assimov (1965-1988)
- Sabit Negmatoullaïev (1988-1995)
- Oulmas Mirsaïdov (1995-2005)
- Mamadcho Ilolov (en) (depuis 2005)